# Phaonia fuscisquama
Phaonia fuscisquama este o specie de muște din genul Phaonia, familia Muscidae. A fost descrisă pentru prima dată de Wulp în anul 1896. Conform Catalogue of Life specia Phaonia fuscisquama nu are subspecii cunoscute.